# População em idade ativa
População em Idade Ativa (PIA) é uma classificação etária que compreende o conjunto de todas as pessoas teoricamente aptas a exercer uma atividade econômica.
Também chamada de "força de trabalho", representa o número de pessoas com capacidade para participar do processo de divisão social do trabalho, em uma determinada sociedade.

## Definição
A (PIA) é uma Classificação da população que diz quantas pessoas tem (PIA) no mundo. 
Em Portugal é denominada de população activa pelo Instituto Nacional de Estatística (Portugal).
Sendo que População Economicamente Ativa (PEA) compreende o potencial de mão-de-obra com que pode contar o setor produtivo, isto é,  a população ocupada e a população desocupada; PNEA são as pessoas não-economicamente ativas que não podem ser classificadas nem como empregadas nem como desempregadas. Como por exemplo, pessoas que não possuem e nem estão procurando trabalho.

### Idade limite
O limite de idade para uma pessoa ser considerada em idade ativa pode variar entre os países ou mesmo entre diferentes órgãos ou pesquisas dentro de um mesmo país.  Em alguns casos o limite é 10 anos e em outros é 14 anos. O conjunto de pessoas fora da idade ativa (por possuírem menos de 10 anos ou menos de 14 anos de idade, dependendo da pesquisa) é chamado de População Economicamente Inativa (PEI). 
No Brasil, o Instituto Brasileiro de Geografia e Estatística (IBGE) possui diferentes conceituações de população considerada como em idade ativa. que variam de acordo com a pesquisa. Na Pesquisa Nacional por Amostra de Domicílios (PNAD) e na Pesquisa Mensal de Emprego (PME) a idade limite mínima para definir as pessoas em idade de trabalhar inclui as pessoas de 10 anos ou mais e na PNAD Contínua essa data limite é de 14 anos.
Dessa forma a PNAD passou a calcular a Taxa de desemprego no Brasil para uma PIA composta por toda população com 15 ou mais anos de idade
A importância de continuar pesquisando a participação de crianças (no caso da idade limite de 10 anos) deve-se ao fato de que apesar da proibição legal, o trabalho infantil ainda é praticado no Brasil.

## Ligações externa s
- Instituto Brasileiro de Geografia e Estatística (IBGE). Acesso em: 7 de Janeiro de 2008.
- SINE -  Sistema Nacional de Emprego Acesso em: 26 de Dezembro de 2007.
- Estatísticas do mercado de trabalho. Ipea.[ligação inativa]
- Blog Brasil Real (Discussões sobre Análises Estatísticas do Governo Brasileiro)